# Heráclito Rollemberg
Heráclito Guimarães Rollemberg (Laranjeiras, 3 de fevereiro de 1941) é um político brasileiro.
Foi deputado estadual de Sergipe por três mandatos consecutivos, de 1967 a 1979, prefeito de Aracaju de 1979 a 1985, e senador por Sergipe, em 1985 (Senado Federal, subsecretaria de arquivo).
Filho de Antônio Valença Rollemberg e de Maria das Dores.